# Сасано Секідзі
Сасано Секідзі (яп. 笹野 積次) — японський футболіст, що грав на позиції півзахисника.

## Клубна кар'єра
Грав за команду Waseda WMW.

## Виступи за збірну
Був учасником футбольного турніру на Олімпійських іграх 1936 року.